# Фэйси, Шэй
Шэй Энтони Фэйси (англ. Shay Anthony Facey; 7 января 1995, Манчестер, Англия) — английский футболист, защитник.

## Клубная карьера
Фэйси — воспитанник клуба «Манчестер Сити». В сезоне 2013/2014 был вице-капитаном молодёжной команды «Манчестер Сити», в конце сезона был номинирован на звание игрока года среди молодёжных команд. 4 апреля 2014 года подписал новый двухлетний контракт с клубом.
6 марта 2015 года отправился в аренду в клуб MLS «Нью-Йорк Сити» до 30 июня 2015 года. В американской лиге дебютировал 15 марта 2015 года в матче против клуба «Нью-Инглэнд Революшн», заменив Джоша Уильямса в конце второго тайма. 21 марта 2015 года впервые вышел в стартовом составе в матче против клуба «Колорадо Рэпидз». 25 июня 2015 года его аренда в «Нью-Йорк Сити» была продлена до конца сезона MLS 2015. 16 ноября 2015 года Фэйси подписал новый контракт с «Ман Сити». По окончании сезона MLS 2015 вернулся в «Манчестер Сити» из аренды.
2 января 2016 года был отдан в аренду клубу Чемпионшипа «Ротерем Юнайтед» на оставшуюся часть сезона 2015/16. За «Ротерем Юнайтед» дебютировал в тот же день в матче против «Престон Норт Энд».
31 августа 2016 года отправился в аренду в клуб нидерландской Эредивизи «Херенвен» на сезон 2016/17.
5 января 2018 года перешёл в клуб Лиги один «Нортгемптон Таун», подписав контракт на 18 месяцев. За «Нортгемптон Таун» дебютировал на следующий день в матче против «Саутенд Юнайтед». 20 марта 2018 года в матче против «Шрусбери Таун» забил свой первый гол в профессиональной карьере. Летом 2019 года покинул «Нортгемптон Таун» в связи с истечением срока контракта.
2 июля 2019 года присоединился к клубу Лиги два «Уолсолл». За «шорников» дебютировал 22 октября 2019 года в матче против «Олдем Атлетик», заменив Зака Джулза на 74-й минуте. Летом 2020 года покинул «Уолсолл» в связи с окончанием контракта.

## Международная карьера
Играл за различные молодёжные сборные Англии.

## Статистика
| Сезон           | Клуб                     | Дивизион        | Лига  | Лига | Кубок | Кубок | Прочие | Прочие | Всего | Всего |
| Сезон           | Клуб                     | Дивизион        | Матчи | Голы | Матчи | Голы  | Матчи  | Голы   | Матчи | Голы  |
| --------------- | ------------------------ | --------------- | ----- | ---- | ----- | ----- | ------ | ------ | ----- | ----- |
| 2015            | Нью-Йорк Сити (аренда)   | MLS             | 23    | 0    | 1     | 0     | 0      | 0      | 24    | 0     |
| 2015/16         | Ротерем Юнайтед (аренда) | Чемпионшип      | 5     | 0    | 1     | 0     | 0      | 0      | 6     | 0     |
| 2016/17         | Херенвен (аренда)        | Эредивизи       | 3     | 0    | 1     | 0     | 0      | 0      | 4     | 0     |
| 2017/18         | Нортгемптон Таун         | Лига один       | 15    | 1    | 0     | 0     | 0      | 0      | 15    | 1     |
| 2018/19         | Нортгемптон Таун         | Лига два        | 23    | 0    | 0     | 0     | 4      | 0      | 27    | 0     |
| 2019/20         | Уолсолл                  | Лига два        | 13    | 0    | 2     | 0     | 2      | 0      | 17    | 0     |
| Всего в карьере | Всего в карьере          | Всего в карьере | 82    | 1    | 5     | 0     | 6      | 0      | 93    | 1     |

источник: Soccerway